# John M. Burns
John M. Burns   (Essex, 1938 - 29 de desembre de 2023) va ser un dibuixant de còmics. Alguns dels personatges que va dibuixar són; Modesty Blaise, Judge Dredd o El Capitán Trueno entre d'altres.

## Biografia
John Burns va néixer a Essex el 1938, en acabar l'escola superior va estudiar art durant quatre anys, amb dinou anys es va iniciar en el dibuix professional com aprenent amb Doris White el 1954 a Link Studios. Va fer les seves primeres il·lustracions per la revista de còmic femení, School Friend and Girls' Crystal publicada per Amalgamated Press, i col·laboracions a la revista de còmic infantil Junior Express Weekly. Tot seguit va fer una pausa a la carrera de dibuixant de tres anys per fer el servei militar a la Royal Air Force a Singapur.
El 1960 una vegada acabat el servei militar va tornar a la Gran Bretanya i va continuar treballant a Junior Express, creant el personatge, Rus Ramson. Per la revista Diana publicada per D.C.Thomson, va fer adaptacions de novel·les com Wuthering Heights i Great Expectations, per Odhams Press va dibuixar a la revista Wham!, la tira d'aventures, Kelpie the Boy Wizard, ambientada en els temps de Camelot i el Rei Artús.
Posteriorment, va començar a dibuixar tires còmiques per diaris. La primera tira titulada The Seekers va ser al The Daily Sketch des del 1966 fins al 1971. Entre el 1978 i el 1979 va dibuixar la tira de Modesty Blaise agafant el relleu d'Enric Badia Romero, publicada al Evening Standard. D'altres tires foren; Danielle, publicada al The Evening News, entre el 17 de setembre de 1973 i fins al 14 de setembre de 1974, amb un curt retorn el 1978. George and Lynne (1977-1984), Jane, represa de la sèrie original de Norman Pett per a The Daily Mirror i Smythie per l'Evening News. Per al mercat de còmic alemany, el 1987 va dibuixar la tira Julia, més tard li varen canviar el nom pel de Lilli.
El 1991 va dibuixar l'àlbum d'El Capitan Trueno, titulat La Reina Bruja de Anubis, amb guions de Victor Mora publicat per ediciones B a l'estat espanyol, en un intent internacionalització del personatge. Aquests àlbums també es varen publicar a Alemanya, els Països Baixos i França. Un segon àlbum amb el títol. El Maleficio de las Islas del Viento es va publicar el 1993. John Burns, amb data de 2023 fou l'únic dibuixant estranger en dibuixar el personatge d'El Capitan Trueno.
L'octubre de 2023 va anunciar la seva jubilació. Va morir en un hospital el 29 de desembre de 2024.